# Kevin Burleson
Kevin Darnell Burleson (Seattle, Washington, 9 de abril de 1979) es un exjugador y entrenador de baloncesto estadounidense que disputó una temporada en la NBA, además de hacerlo en la Bundesliga, la NBA D-League, la liga turca y la liga rumana. Con 1,91 metros de estatura, juega en la posición de base.

## Trayectoria deportiva

### Universidad
Jugó durante cuatro temporadas con los Golden Gophers de la Universidad de Minnesota, en las que promedió 7,0 puntos y 3,6 asistencias por partido. Tiene el récord histórico de más asistencias en una temporada en su año sénior con 160.

### Profesional
Tras no ser elegido en el Draft de la NBA de 2003, jugó dos años en la liga alemana hasta que en 2005 fichó como agente libre por los Charlotte Bobcats de la NBA, donde jugó una temporada en la que promedió 1,8 puntos y 1,2 asistencias por partido.
Al año siguiente fichó con los Fort Worth Flyers de la NBA D-League, donde jugando como titular promedió 12,2 puntos y 4,12 asistencias por partido. Regresó en 2007 a Europa para jugar con el Mersin BŞB de la liga turca. Allí jugó una temporada, en la que promedió 7,5 puntos y 2,9 asistencias por partido.
Volvió a la D-League en 2008, con la camiseta de los Idaho Stampede, donde promedió 11,0 puntos y 5,5 asistencias por partido, acabando entre los 10 mejores pasadores de la liga. Acabó su carrera jugando un año en la liga rumana.

### Entrenador
[actualizar]

## Estadísticas de su carrera en la NBA

### Temporada regular
| Temporada | Edad | Equipo            | Liga | P  | TIT | MIN | TC  | TCA | %TC  | 3P  | 3PA | %3P  | TL  | TLA | %TL  | R.OF. | R.DEF. | REB | ASIS | ROB | TAP | PER | FP  | PTS |
| 2005-06   | 26   | Charlotte Bobcats | NBA  | 39 | 1   | 8.7 | 0.6 | 2.3 | .250 | 0.3 | 1.4 | .185 | 0.4 | 0.4 | .941 | 0.1   | 0.6    | 0.7 | 1.2  | 0.7 | 0.1 | 0.6 | 1.6 | 1.8 |
| Total     |      |                   | NBA  | 39 | 1   | 8.7 | 0.6 | 2.3 | .250 | 0.3 | 1.4 | .185 | 0.4 | 0.4 | .941 | 0.1   | 0.6    | 0.7 | 1.2  | 0.7 | 0.1 | 0.6 | 1.6 | 1.8 |